# 犬山町 (横浜市)
犬山町（いのやまちょう）は横浜市栄区の町名。丁番を持たない単独町名である。住居表示実施済み区域。

## 地理
栄区の東部に位置し、町の北部に上郷中学校と上郷小学校（旧犬山小学校、2006年に矢沢小学校と統合）、東部に新大船商店街があるほかは戸建ての住宅街となっている。町内に鉄道はなく、上之町との境の通りを走る、JR根岸線港南台駅およびJR東海道線他の大船駅への路線バス（神奈川中央交通）が利用できる。

## 歴史

### 沿革
地名は以前の字より取られている。かつては猪の山と書かれ、南方の矢沢山から下りてきた猪を狩っていたことからこの名がついた。1939年（昭和14年）4月1日に横浜市戸塚区に編入され、戸塚区上郷町の一部となった。1971年より宅地開発が行われ、当時は上郷第百団地と呼ばれていた。1983年7月18日に上郷町より犬山町が分離新設。同時に住居表示が実施された。1986年に、分区により栄区犬山町となり現在に至る。

## 世帯数と人口
2025年（令和7年）6月30日現在（横浜市発表）の世帯数と人口は以下の通りである。
| 町丁   | 世帯数    | 人口    |
| ------ | --------- | ------- |
| 犬山町 | 1,304世帯 | 2,706人 |

### 人口の変遷
国勢調査による人口の推移。
| 年                 | 人口  |
| ------------------ | ----- |
| 1995年（平成7年）  | 3,653 |
| 2000年（平成12年） | 3,319 |
| 2005年（平成17年） | 3,128 |
| 2010年（平成22年） | 2,970 |
| 2015年（平成27年） | 2,785 |
| 2020年（令和2年）  | 2,738 |

### 世帯数の変遷
国勢調査による世帯数の推移。
| 年                 | 世帯数 |
| ------------------ | ------ |
| 1995年（平成7年）  | 1,108  |
| 2000年（平成12年） | 1,121  |
| 2005年（平成17年） | 1,121  |
| 2010年（平成22年） | 1,136  |
| 2015年（平成27年） | 1,118  |
| 2020年（令和2年）  | 1,156  |

## 学区
市立小・中学校に通う場合、学区は以下の通りとなる（2024年11月時点）。
| 番地                         | 小学校             | 中学校             |
| ---------------------------- | ------------------ | ------------------ |
| 74番16〜19号                 | 横浜市立桂台小学校 | 横浜市立桂台中学校 |
| 1番〜74番15号 74番20号〜75番 | 横浜市立上郷小学校 | 横浜市立上郷中学校 |

## 事業所
2021年（令和3年）現在の経済センサス調査による事業所数と従業員数は以下の通りである。
| 町丁   | 事業所数 | 従業員数 |
| ------ | -------- | -------- |
| 犬山町 | 75事業所 | 468人    |

### 事業者数の変遷
経済センサスによる事業所数の推移。
| 年                 | 事業者数 |
| ------------------ | -------- |
| 2016年（平成28年） | 74       |
| 2021年（令和3年）  | 75       |

### 従業員数の変遷
経済センサスによる従業員数の推移。
| 年                 | 従業員数 |
| ------------------ | -------- |
| 2016年（平成28年） | 410      |
| 2021年（令和3年）  | 468      |

## 施設
- 横浜市立上郷小学校
- 横浜市立上郷中学校
- 栄警察署 上郷交番

## その他

### 日本郵便
- 郵便番号 : 247-0026[3]（集配局：大船郵便局[18]）

### 警察
町内の警察の管轄区域は以下の通りである。
| 番・番地等 | 警察署   | 交番・駐在所 |
| ---------- | -------- | ------------ |
| 全域       | 栄警察署 | 上郷交番     |